# Подростковая медицина
Подростковая медицина, или гебиатрия, гебология (последние названия — ещё не устоявшиеся) — это раздел медицины, изучающий особенности организма подростков, процессы полового созревания, взросления, роста и развития организма подростка, а также специфические заболевания, характерные для подросткового периода жизни.
В 1987 образована Международная ассоциация подросткового здоровья (International Association for Adolescent Health, IAAH) объединяющая врачей и организации, работающие в области подростковой медицины.